# Coup de pied en croissant
Coup de pied en croissant ou en « demi-lune » (en langue anglaise : crescent kick) est un coup de pied de la catégorie des coups de pied dits « en bâton » (stick kick en anglais) .
Le pied décrit un arc de cercle oblique de l'intérieur du corps à l'extérieur (ou le contraire), et de bas en haut en direction de l'adversaire. La surface de frappe est le bord externe ou interne du pied suivant le cas voire le talon.
La technique peut s'utiliser en attaque directe, en général au niveau de la tête, ou en défense pour détourner des attaques de l'adversaire. Elle peut être utilisée pour ouvrir la garde adverse et préparer une attaque retardée (battement).

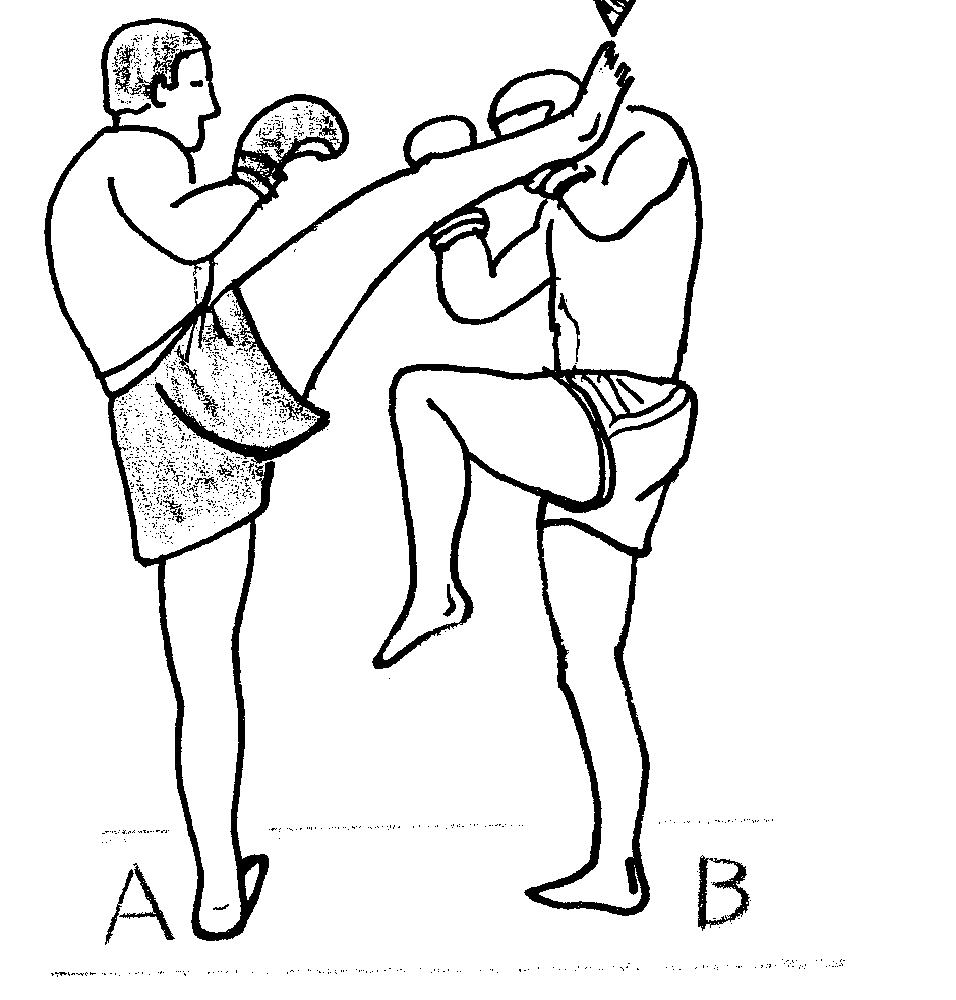
Attaque en crescent-kick extérieur-intérieur
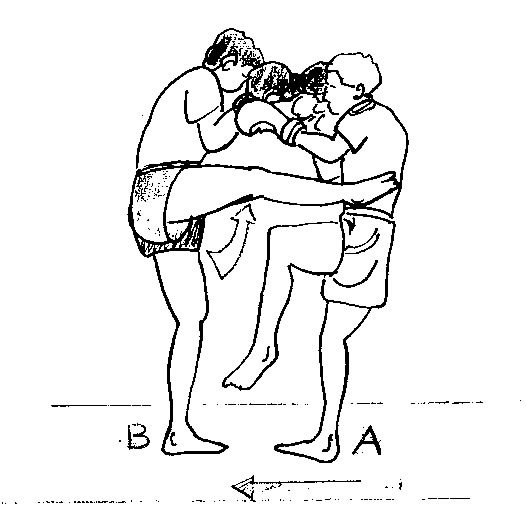
Attaque en crescent-kick extérieur-intérieur au corps à distance moyenne
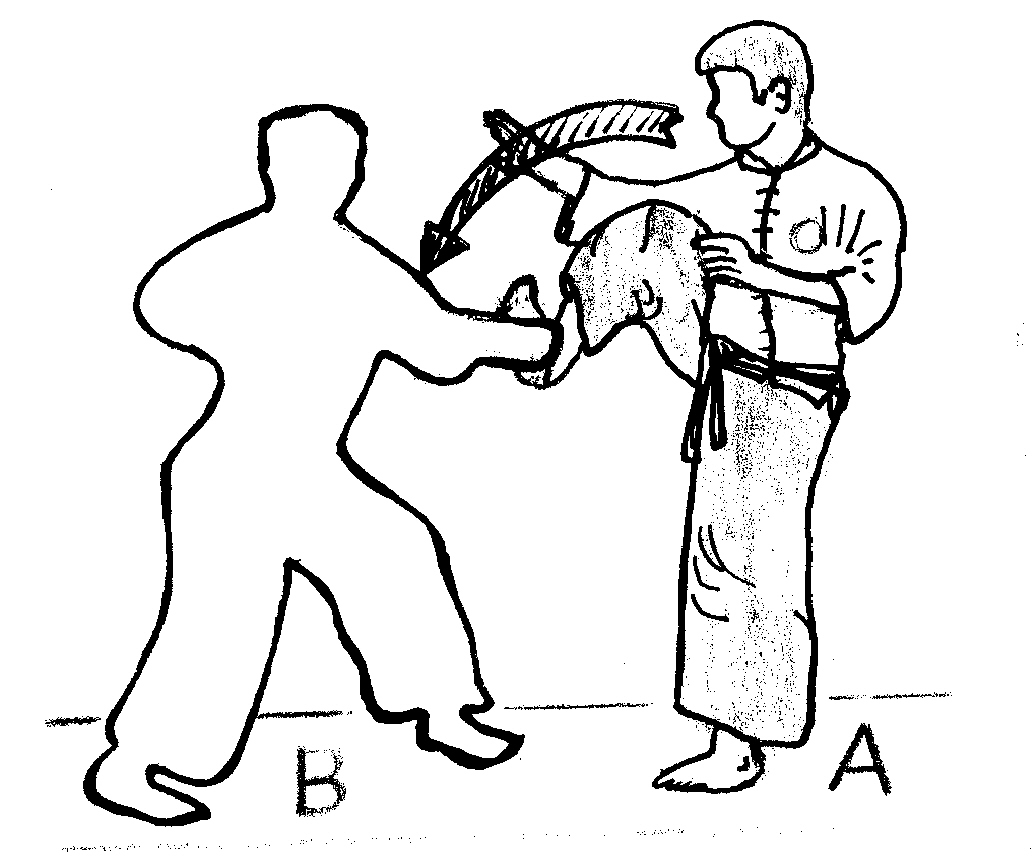
Défense sur une attaque de bras en crescent-kick intérieur-extérieur

## Sources
- Alain Delmas, 1. Lexique de la boxe et des autres boxes (Document fédéral de formation d’entraîneur), Aix-en-Provence, 1981-2005 – 2. Lexique de combatique (Document fédéral de formation d’entraîneur), Toulouse, 1975-1980
- Gabrielle et Roland Habersetzer, Encyclopédie des arts martiaux de l’extrême orient, Editions Amphora, 2000